# Cala Xica
La cala Xica, o platja de Raldiris, és una platja natural situada al sud del municipi de Sitges (Garraf), rodejada de penya-segats, entre la punta Grossa, a llevant, que la separa de la platja de la Desenrocada, i la punta de Raldiris, a ponent, que la separa de la platja del Gaspar, dins de l'espai agroforestal dels Colls i Miralpeix. Té una longitud de 77 metres i una amplada mitjana de 8 metres, formada per sorres gruixudes, graves i còdols. S'hi accedeix a peu per la GR-92.
El nom de Raldiris prové d'un prohom vilanoví, que vers la meitat del segle XIX posseïa les terres de l'extrem oest del terme de Sitges.